# Harry Jacobsen
Harry Jacobsen, född 19 maj 1895 i Köpenhamn, död där 24 juni 1975, var en dansk litteraturkritiker.
Harry Jacobsen blev efter studentexamen 1912 bokhandlare i Köpenhamn. Han specialiserade sig på studiet av August Strindbergs biografi, särskilt hans förbindelser med Danmark, och utgav de tre, delvis på nytt material grundade, böckerna Digteren og Fantasten. Strindberg paa Skovlyst (1945), Strindberg og hans første Hustru (1946, svensk översättning samma år) och Strindberg i Firsernes København (1948).